# Promozione Puglia 1985-1986
Nella stagione 1985-1986 la Promozione era sesto livello del calcio italiano (il massimo livello regionale). Qui vi sono le statistiche relative al campionato in Puglia.
Il campionato è strutturato in vari gironi all'italiana su base regionale, gestiti dai Comitati Regionali di competenza. Promozioni alla categoria superiore e retrocessioni in quella inferiore non erano sempre omogenee; erano quantificate all'inizio del campionato dal Comitato Regionale secondo le direttive stabilite dalla Lega Nazionale Dilettanti, ma flessibili, in relazione al numero delle società retrocesse dal Campionato Interregionale e perciò, a seconda delle varie situazioni regionali, la fine del campionato poteva avere degli spareggi sia di promozione che di retrocessione.

## Girone A

### Squadre partecipanti
| Club                      | Città                      |
| ------------------------- | -------------------------- |
| A.S.C. Acquaviva          | Acquaviva delle Fonti (BA) |
| F.C. Altamura Calcio      | Altamura (BA)              |
| U.S. Bitonto              | Bitonto (BA)               |
| A.S. Castellana           | Castellana Grotte (BA)     |
| C.G. Cerignola            | Cerignola (FG)             |
| A.S. Ginosa               | Ginosa (TA)                |
| Pol. Mola                 | Mola di Bari (BA)          |
| Molfetta Sportiva         | Molfetta (BA)              |
| Pol. Noci                 | Noci (BA)                  |
| A.S. Ortanova             | Orta Nova (FG)             |
| S.S. Pro Gioia            | Gioia del Colle (BA)       |
| A.S. Real Barletta        | Barletta (BA)              |
| A.C. San Giovanni Rotondo | San Giovanni Rotondo (FG)  |
| G.S. Santeramo            | Santeramo in Colle (BA)    |
| A.S. Santo Spirito        | Bari Santo Spirito         |
| A.C. Triggiano            | Triggiano (BA)             |

### Classifica finale
|  | Pos. | Squadra              | Pt  | G   | V   | N   | P   | GF  | GS  | DR  |
|  | ---- | -------------------- | --- | --- | --- | --- | --- | --- | --- | --- |
|  | 1.   | Altamura             | 47  | 30  | 20  | 7   | 3   | 40  | 11  | +29 |
|  | 2.   | Cerignola            | 46  | 30  | 17  | 12  | 1   | 64  | 20  | +44 |
|  | 3.   | Molfetta             | 43  | 30  | 17  | 9   | 4   | 41  | 11  | +30 |
|  | 4.   | Noci                 | 43  | 30  | 17  | 9   | 4   | 44  | 13  | +31 |
|  | 5.   | Pro Gioia            | 36  | 30  | 13  | 10  | 7   | 47  | 19  | +28 |
|  | 6.   | Castellana           | 35  | 30  | 13  | 9   | 8   | 46  | 30  | +16 |
|  | 7.   | Triggiano            | 35  | 30  | 12  | 11  | 7   | 36  | 22  | +14 |
|  | 8.   | San Giovanni Rotondo | 29  | 30  | 10  | 9   | 11  | 36  | 28  | +8  |
|  | 9.   | Ortanova             | 26  | 30  | 6   | 14  | 10  | 20  | 36  | -16 |
|  | 10.  | Ginosa               | 25  | 30  | 9   | 7   | 14  | 24  | 41  | -17 |
|  | 11.  | Mola                 | 24  | 30  | 7   | 10  | 13  | 25  | 43  | -18 |
|  | 12.  | GS Santeramo         | 21  | 30  | 5   | 11  | 14  | 19  | 34  | -15 |
|  | 13.  | Bitonto              | 21  | 30  | 6   | 9   | 15  | 25  | 43  | -18 |
|  | 14.  | Santo Spirito        | 20  | 30  | 6   | 8   | 16  | 26  | 63  | -37 |
|  | 15.  | Real Barletta        | 14  | 30  | 2   | 10  | 18  | 14  | 43  | -29 |
|  | 16.  | Acquaviva (-2)       | 13  | 30  | 5   | 5   | 20  | 20  | 70  | -50 |
|  |      |                      | 478 | 480 | 164 | 152 | 164 | 526 | 526 | 0   |

Legenda:

         Promosso nel Campionato Interregionale 1986-1987.
         Retrocesso in Prima Categoria 1986-1987.
Note:
Due punti a vittoria, uno a pareggio, zero a sconfitta.
L'Acquaviva è stato penalizzato con la sottrazione di 2 punti in classifica.

## Girone B

### Squadre partecipanti
| Club                               | Città                      |
| ---------------------------------- | -------------------------- |
| U.S. Carmiano                      | Carmiano (LE)              |
| Pol. Carovigno                     | Carovigno (BR)             |
| A.C. Copertino                     | Copertino (LE)             |
| S.S. Francavilla Calcio            | Francavilla Fontana (BR)   |
| A.C. Gallipoli                     | Gallipoli (LE)             |
| Gioventù Oria                      | Oria (BR)                  |
| Pol. Ars et Labor Grottaglie       | Grottaglie (TA)            |
| A.C. Juventus Club Parola Carmiano | Carmiano (LE)              |
| A.S. Leverano                      | Leverano (LE)              |
| U.S. Lorenzo Mariano               | Scorrano (LE)              |
| A.C. Massafra                      | Massafra (TA)              |
| Nuova Nardò Calcio                 | Nardò (LE)                 |
| U.S. Poggiardo                     | Poggiardo (LE)             |
| F.C. Real Taranto                  | Taranto                    |
| Pol. San Pietro                    | San Pietro Vernotico (BR)  |
| U.S. San Vito                      | San Vito dei Normanni (BR) |

### Classifica finale
|  | Pos. | Squadra                  | Pt   | G   | V   | N   | P   | GF  | GS  | DR  |
|  | ---- | ------------------------ | ---- | --- | --- | --- | --- | --- | --- | --- |
|  | 1.   | Francavilla              | 44   | 28  | 19  | 6   | 3   | 50  | 9   | +41 |
|  | 2.   | Real Taranto             | 41   | 28  | 15  | 11  | 2   | 36  | 15  | +21 |
|  | 3.   | San Pietro Vernotico     | 39   | 28  | 16  | 7   | 5   | 42  | 13  | +29 |
|  | 4.   | Lorenzo Mariano          | 37   | 28  | 15  | 7   | 6   | 46  | 22  | +24 |
|  | 5.   | Massafra                 | 33   | 28  | 12  | 9   | 7   | 34  | 20  | +14 |
|  | 6.   | Grottaglie               | 30   | 28  | 11  | 8   | 9   | 39  | 26  | +13 |
|  | 7.   | Juventus Parola Carmiano | 29   | 28  | 10  | 9   | 9   | 26  | 23  | +3  |
|  | 8.   | Carovigno                | 28   | 28  | 11  | 6   | 11  | 29  | 23  | +6  |
|  | 9.   | Copertino                | 27   | 28  | 10  | 7   | 11  | 26  | 31  | -5  |
|  | 10.  | Carmiano                 | 26   | 28  | 9   | 8   | 11  | 29  | 34  | -5  |
|  | 11.  | Virtus Gallipoli         | 24   | 28  | 8   | 8   | 12  | 28  | 24  | +4  |
|  | 12.  | San Vito Normanni        | 24   | 28  | 8   | 8   | 12  | 25  | 34  | -9  |
|  | 13.  | Nardò (-1)               | 20   | 28  | 7   | 7   | 14  | 28  | 42  | -14 |
|  | 14.  | Leverano                 | 15   | 28  | 3   | 9   | 16  | 17  | 48  | -31 |
|  | 15.  | Poggiardo                | 2    | 28  | 0   | 2   | 26  | 12  | 103 | -91 |
|  | ---. | Gioventù Oria            | Rit. | --  | --  | --  | --  | --  | --  | 0   |
|  |      |                          | 417  | 418 | 153 | 112 | 153 | 465 | 465 | 0   |

Legenda:

         Promosso nel Campionato Interregionale 1986-1987.
         Retrocesso in Prima Categoria 1986-1987.
         Ritirato dal campionato.
Note:
Due punti a vittoria, uno a pareggio, zero a sconfitta.
Il Nardò è stato penalizzato con la sottrazione di 1 punto in classifica.